# 為全體藏人獲得真正自治的備忘錄
為全體藏人獲得真正自治的備忘錄（英語：Memorandum on Genuine Autonomy for the Tibetan People）係由西藏流亡政府噶廈（內閣）作成決定後，由西藏精神領袖十四世達賴喇嘛派代表甲日·洛迪於2008年11月前往中國與中國共產黨中央委員會統一戰線工作部進行第八回合會談時所提出的備忘錄文件。這項在2008年藏區抗議後提出之《備忘錄》根據西藏流亡政府稱其主要精神是主張西藏獲得名符其實的民族自治地位，符合中華人民共和國憲法與民族自治法，並要求中國中央政府落實藏方認為必要的政策，以促進藏人與藏區之自治（autonomy與self-government），從而解決西藏問題。

## 內容概括
西藏流亡政府稱，基於《聯合國憲章》、《公民權利及政治權利國際公約》、2007年《聯合國原住民族權利宣言》等對原住民族人權和自治的國際支持，《備忘錄》列載西藏強烈希望可真正自治的11個政策領域，包括：語言、文化、宗教、教育、環保、自然資源利用、經濟發展與貿易、公共衛生、內部治安、規範人口遷移、以及與其他國家的文化教育宗教交流等，並進一步提出將13個根據中國國家少數民族自治法律劃分的接壤藏區統合（亦即大西藏地區），一體適用實在的自治。《備忘錄》亦提出要求在當地自治範圍內的法律不須中央的批准，亦即立法上的自治。

## 评价
香港大學法律學院教授戴大為稱西藏人似乎意識到北京政府過多的監控是現時自治政策失敗的原因。
西藏流亡政府認為這樣的方案可確保藏人在體制內的基本自由，是對雙方都有好處的中間路線（Middle Way approach）。
2008年11月21日，中国官方新华社发表署名文章《达赖集团“备忘录”之我见》，文章认为备忘录中存在诸多与中国宪法和法律相违背的内容。文章称该备忘录要求独立和不受监督的立法权，要求与中央政府对等“谈判”、征得相互“同意”、建立“合作解决的途径”等均不符合中国作为单一制国家的性质。西藏与港澳地区情况不同，不能套用港澳模式，达赖喇嘛方面提出的“真正自治”实际上是否定中央的统一领导，另搞一套政治模式，否定中国民族区域自治制度。备忘录中所谋求的“大藏区”根本没有任何历史、现实和法律依据，原西藏政府从来没有管理过西藏以外的其他藏族聚居地方。备忘录要求自主制定有关中国其他地区人民在西藏居留、定居相关法规的权利，是企图制造民族隔离。备忘录大谈“藏语问题”，是企图阻碍普通话的推广和使用。备忘录要求政府不应对包括师徒关系，寺院管理，转世灵童的认证等事务在内的一般宗教活动进行干涉，极力反对政府对宗教事务的依法管理，是幻想在西藏恢复过去那种宗教高于一切、政教合一的制度。备忘录完全回避了西藏自古是中国领土一部分的问题，宣称西藏流亡政府是西藏人民的代表。文章认为备忘录的实质是企图先在占中国四分之一的国土上建立一个由“达赖集团”控制的半独立、变相独立的政治实体，条件成熟时再谋求实现西藏完全独立。

## 後續發展
此備忘錄後遭新華社發文批駁，認為其立場是「假自治、真獨立」。而達賴喇嘛則公開對會談表示深切失望，並說：「我對中國政府的信任已經變得越來越少，越來越少。」，但对中国人民的信心一直未曾动摇过。解决西藏问题的希望，来自中国人民。
美國參議院與眾議院、歐洲議會、無代表國家和民族組織、國際人權聯盟等機關組織均對這份備忘錄及其所提出的政治解決計畫表示關注與支持。

## 文獻版本
- 為全體藏人獲得真正自治的備忘錄 （页面存档备份，存于）（正體中文）, 《北京之春》
- 有关全体西藏民族实现名符其实自治的建议（簡體中文），瞭望西藏
- Memorandum on Geniune Autonomy for the Tibetan people （页面存档备份，存于） （2008）, 藏人行政中央
- Note on the Memorandum on Genuine Autonomy for the Tibetan People （页面存档备份，存于） （2010）, 藏人行政中央

## 外部連結
- 《全體西藏民族實現名副其實自治的建議》闡釋 （页面存档备份，存于）, 國際西藏郵報, 2010
- 專訪達賴喇嘛中文秘書才嘉- 達賴喇嘛中間道路到底是什麼？ （页面存档备份，存于）, 藏人行政中央, 2014-3-15
- Frequently Asked Questions, Middle Way Approach
- Frequently Asked Questions （页面存档备份，存于）, Tibet Information Office Australia
- Chris Fletcher, Corporate Social Responsibility: A Legal Framework for Socioeconomic Development in Tibet （页面存档备份，存于）, Yale Human Rights & Development L.J., 2014